# Zhao Xuri
Zhao Xuri (chinesisch 赵旭日, Pinyin Zhào Xùrì; * 3. Dezember 1985 in Dalian) ist ein chinesischer Fußballspieler. Der defensive Mittelfeldspieler spielt seit 2003 für die chinesische Nationalmannschaft und bestritt bereits über 80 Länderspiele.

## Karriere

### Verein
Zhao begann seine Karriere beim damaligen Zweitligisten Dalian Saidelong, wo er zu keinem Pflichtspieleinsatz kam, 2003 wurde er von Sichuan Guancheng verpflichtet, wo er sich mit seinen Leistungen auf Anhieb einen Namen machen konnte. In der Saison 2003 bestritt er 27 Spiele und erzielte zwei Tore, während die nachfolgende Saison von Verletzungen gezeichnet war und er dadurch zu deutlich weniger Einsätzen kam. Vor Beginn der Saison 2005 unterschrieb er bei Dalian Shide und etablierte sich hier endgültig zum Stammspieler.
2010 wechselte er zu Shaanxi Renhe und bestritt weitere 50 Ligaspiele, bevor er am 26. Dezember 2011 vom chinesischen Rekordmeister Guangzhou Evergrande gekauft wurde. Bei den Kantonesen erlebte Zhao seine beste Zeit, denn er feierte viermal in Folge den Meistertitel. 2016 wechselte er zu Tianjin Quanjian in die zweite Liga, mit der ihm der Aufstieg in der Saison 2016 gelang. Seit 2019 spielt er für Dalian Yifang.

### Nationalmannschaft
2008 spielte Zhao zweimal für die chinesische U-23, 2003 wurde er erstmals für die A-Auswahl berufen und war Teil des Kaders während der Fußball-Ostasienmeisterschaft 2003, wo er am 7. Dezember sein Debüt bei einer 0:1-Niederlage gegen Südkorea gab. Sein erstes Tor erzielte er gegen im selben Turnier gegen Hong Kong, welches China mit 3:1 für sich entscheiden konnte. Zhao gilt im Mittelfeld der Chinesen als gesetzt und bestritt mittlerweile über 80 Länderspiele.

## Erfolge
Dalian Shide
- Chinese Super League: 2005
- Chinesischer Fußballpokal: 2005

Guangzhou Evergrande
- Chinese Super League: 2012, 2013, 2014, 2015
- Chinesischer Fußballpokal: 2012
- Chinese FA Super Cup: 2012
- AFC Champions League: 2013, 2015

Tianjin Quanjian
- China League One: 2016